# Бьёдн Йоунссон
Бьёдн Йоунссон исл. Björn Jónsson; (8 октября 1846 — 24 ноября 1912) — исландский государственный деятель, премьер-министр Исландии (1909—1911).

## Биография
Окончил Рейкьявикскую гимназию, затем занимался торговлей во Флатее. В 1874 г. окончил юридический факультет Копенгагенского университета.
В 1873—1874 гг. — редактировал журнал о культуре «Скирнир». С 1874 по 1909 гг. являлся издателем ежедневной газеты «Ísafold». Эта деятельность придала ему широкую известность на национальном уровне, его стали называть Бьёдн Исафольд или Исафольдар Бьёдн.
Помимо журналистской деятельности, с 1878 г. он начал свою политическую карьеру, а также, что означало, избирался членом альтинга от Старой партии независимости (1878—1880). В 1885—1891 гг. являлся членом городского совета Рейкьявика, а с 1908 г. до своей смерти — вновь снова членом альтинга.
С 31 марта 1909 до 14 марта 1911, после победы на выборах в альтинг его сторонников над сторонниками Ханнеса Хафстейна и отказа избирателями поддержать проект Конституции, предложенный бывшим премьером. В отличие от своего предшественника он добивался большей автономии для Исландии и отчетливо защищал национальные интересы. Уже в первый год во главе правительства он вступил в противоречие с датскими властями после создания Совета по торговле, который должен был представлять экономические интересы Исландии. Также он добился принятия закона о прогибиционизме. Ушел в отставку в результате критики со стороны своих однопартийцев действий главы Банка Исландии.
Был отцом первого президента Исландии Свейна Бьёднссона.